# Майское (Туймазинский район)
Майское (баш. Майский?, баш. Майское) — деревня в Туймазинском районе Республики Башкортостан Российской Федерации. Входит в состав Верхнетроицкого сельсовета.

## География

### Географическое положение
Расстояние до:
- районного центра (Туймазы): 27 км,
- центра сельсовета (Верхнетроицкое): 3 км,
- ближайшей ж/д станции (Туймазы): 27 км.

## История
Название происходит от названия праздника

## Население
| 2002 | 2009 | 2010 |
| ---- | ---- | ---- |
| 23   | ↗46  | ↗48  |

Национальный состав
Согласно переписи 2002 года, преобладающие национальности — башкиры (39 %), татары (31 %).